# Thecla itys
Thecla itys är en fjärilsart som beskrevs av Edwards 1882. Thecla itys ingår i släktet Thecla och familjen juvelvingar. Inga underarter finns listade i Catalogue of Life.